# Corinne Heline
Corinne Heline (Atlanta,EUA, 1882 - Santa Mônica, EUA, 1975) foi uma escritora estadunidense, mística cristã e ocultista.

## Biografia
Foi uma filósofa espiritualista adepta do Rosacrucianismo. Foi discipula de Max Heindel, fundador da The Rosicrucian Fellowship. Escreveu inúmeros livros sobre esoterismo e se tornou ministra do New Age Bible and Philosphy Center, em Santa Mônica, California, EUA. Templo Esotérico dedicado ao estudo dos Ensinamentos Secretos de todas as eras. Sua obra mais conhecida é The New Age Bible Interpretation, editada em sete volumes, que constitui uma interpretação esoterica do Velho e do Novo Testamentos.